# صلاف (الحيمة الداخلية)
صلاف هي إحدى قرى عزلة بني السياغ بمديرية الحيمة الداخلية التابعة لمحافظة صنعاء، بلغ تعداد سكانها 226 نسمة حسب تعداد اليمن لعام 2004.